# Serge Haroche
Serge Haroche (Casablanca, 11 de setembro de 1944) é um físico francês. É desde 2001 professor do Collège de France.
Em 2012 foi laureado, juntamente com David Wineland, com o Prêmio Nobel da Física, "por métodos experimentais inovadores que permitem a medição e a manipulação de sistemas quânticos individuais".

## Biografia
Naturalizado francês, Serge Haroche nasceu em Casablanca, Marrocos, em 1944. Estudou na Escola Normal Superior de Paris (ENS). Ao sair da ENS, integrou o Centre National de la Recherche Scientifique (CNRS), um dos principais centros europeus de pesquisa. Professor na École Polytechnique e na Universidade Pierre e Marie Curie, também ensinou durante nove anos na Universidade Yale, nos Estados Unidos.
Nomeado em 2001 professor do Collège de France da disciplina de física quântica, Haroche liderou o grupo de eletrodinâmica dos sistemas simples no laboratório Kastler Brossel do Departamento de Física da ENS. O pesquisador é um forte defensor da investigação fundamental, "a pesquisa com base em pura curiosidade". Serge Haroche é membro da Académie des Sciences, da Academia Europeia de Ciências e membro associado da Academia Nacional de Ciências dos Estados Unidos.
Em 2008, com seu colega do ENS Jean-Michel Raimond, Haroche conseguiu observar a passagem da física quântica para a física clássica em um pequeno conjunto de fótons, partículas que constituem a luz. Para isso, utilizaram uma cavidade revestida de espelhos capaz de prender durante muito tempo fótons e um método de observação de fótons que perturba muito pouco estas partículas. Também puderam observar a passagem de fótons de um estado atípico do mundo quântico a um estado que corresponde perfeitamente à física clássica, este fenômeno chamado de "decoerência" ocorreu sob sua observação.
Em 2012 Serge Haroche, junto com David Wineland, foi condecorado com o prêmio Nobel de Física, por inovadores métodos experimentais que permitem a medição e a manipulação de partículas quânticas individuais. Haroche e Wineland pesquisam o campo de óptica quântica, que lida com a interação entre luz e matéria. Trabalhando separadamente e com "métodos laboratoriais engenhosos", os dois cientistas conseguiram medir e controlar os estados quânticos frágeis que haviam sido teorizados como impossíveis de serem observados diretamente. Wineland conseguiu um método para captar íons, átomos carregados, e medi-los com luz, enquanto Haroche controlou e mediu fótons, partículas que constituem a luz.
Casado, é pai de duas crianças.

## Áreas de pesquisa
Haroche é conhecido pela observação experimental da decoerência quântica. Obteve este resultado com colegas na Escola Normal Superior de Paris, em 1996.

## Publicações selecionadas
- Exploring the Quantum - Atoms, Cavities and Photons (com Jean-Michel Raimond) Oxford University Press, September 2006, ISBN 9780198509141
- M. Brune, E. Hagley, J. Dreyer, X. Maître, A. Maali, C. Wunderlich, J. M. Raimond, et S. Haroche: Observing the Progressive Decoherence of the “Meter” in a Quantum Measurement. In: Phys. Rev. Lett. Band 77, 1996, S. 4887–4890.

## Condecorações e associações
- Membro da Legião de Honra
- Membro da Académie des Sciences
- Membro do Institut universitaire de France, 1991-2001
- Membro da American Physical Society
- Prêmio Aimé Cotton da Société française de physique, 1971
- Prêmio Jean Ricard da Société française de physique, 1983
- Prêmio Einstein de Ciência do Laser, 1988
- Prêmio Humboldt, 1992
- Medalha Michelson do Instituto Franklin, 1993
- Prêmio Tomassoni da Universidade de Roma, 2001
- Prêmio Charles Hard Townes da Optical Society of America, 2007
- Medalha de Ouro CNRS, 2009
- Prêmio Herbert Walther, 2009
- Nobel de Física, 2012